# Rudolf Gangnus
Johann Rudolf Wilhelmowitsch Gangnus (russisch Рудольф Вильгельмович Гангнус; * 20. Februarjul. / 4. März 1883greg. in Spāre, Kreis Talsen, Gouvernement Kurland; † 14. Mai 1949 in Moskau) war ein deutsch-baltisch-russischer Mathematiker und Hochschullehrer.

## Leben
Gangnus war der Sohn des Glasbläsers Heinrich Wilhelm Gangnus in der Glasfabrik in Mordangen (Kreis Talsen). Heinrich Gangnus heiratete Karoline Luise Kannberg, die Witwe seines älteren Bruders, und gründete am Nordufer des Usma-Sees eine eigene Firma. Seine Vorfahren waren 1766 als Kolonisten der deutschen Kolonie Hirschenhof nach Lettland gekommen.
Gangnus besuchte die Schule in Talsi und dann das Gymnasium in Riga. 1902–1911 studierte er an der physikalisch-mathematischen Fakultät der Universität Moskau.
Nach dem Studium war Gangnus Lehrer an Moskauer Gymnasien. Zusammen mit seiner Frau Anna Wassiljewna geborene Plotnikowa (1885–1943) beteiligte er sich an der revolutionären Bewegung (Februarrevolution 1917 und Oktoberrevolution). 1921 wurde Gangnus Abteilungsleiter im Volkskommissariat für Bildungswesen. 1922 wurde er Prorektor des lettischen Pädagogischen Instituts in Moskau. Er lehrte an den Arbeiterfakultäten. Zusammen mit Juli Ossipowitsch Hurwitz verfasste Gangnus das bekannte Lehrbuch der Geometrie in zwei Teilen (1932 und 1934) und 1935 ein einführendes Lehrbuch der Geometrie. Diese Lehrbücher wurden in die in der UdSSR wichtigen Sprachen übersetzt (Jiddisch, Polnisch, Deutsch, Udmurtisch und andere).
Im März 1938 wurde Gangnus verhaftet und wegen konterrevolutionärer Agitation zu Arbeitslagerhaft verurteilt. Er kam ins Kargopol-Lager, wo er in der Lagerschule arbeitete. 1943 wurde er aus dem Lager in die Verbannung in Murom entlassen, wo er in den Schulen Nr. 12 und Nr. 16 unterrichtete.
Gangnus hatte zwei Kinder. Die Tochter Irina Rudolfowna (1914–2004) war Architektin und heiratete den Ingenieur Boris Saulowitsch Kosinzow (1916–2011), deren Tochter Marija Borissowna Physikerin wurde. Der Sohn Alexander Rudolfowitsch (1910–1976) war Geologe und in erster Ehe mit der Geologin Sinaida Jermolajewna Jewtuschenko (1910–2002) Vater des Dichters Jewgeni Alexandrowitsch Jewtuschenko und in zweiter Ehe mit der Mineralogin Natalija Alexandrowna Vogelman (1913–2004) Vater des Literaten Alexander Alexandrowitsch Gangnus und des Programmierers Wladimir Alexandrowitsch Gangnus.